# Steaguri ale subdiviziunilor englezești
Această pagină este o galerie de drapele ceremoniale ale subdiviziunilor engleze.  Drapelele reprezentate aparțin doar unor comitate din cele 48 ale Angliei întrucât nu toate au drapele proprii.  Galeria cuprinde și drapelele unor regiuni ale Angliei, printre care se numără și East of England. 

Drapelul comitatului Bedfordshire
Drapelul comitatului Buckinghamshire
Drapelul comitatului Cheshire
Drapelul comitatului Cornwall
Drapelul comitatului Derbyshire
Drapelul comitatului Devon
Drapelul comitatului Dorset
Drapelul comitatului Durham
Drapelul regiunii East of England
Drapelul comitatului Essex
Drapelul comitatului Gloucestershire
Drapelul comitatului Hampshire
Drapelul comitatului Hertfordshire
Drapelul comitatului Isle of Wight
Drapelul comitatului Kent
Drapelul comitatului Lancashire
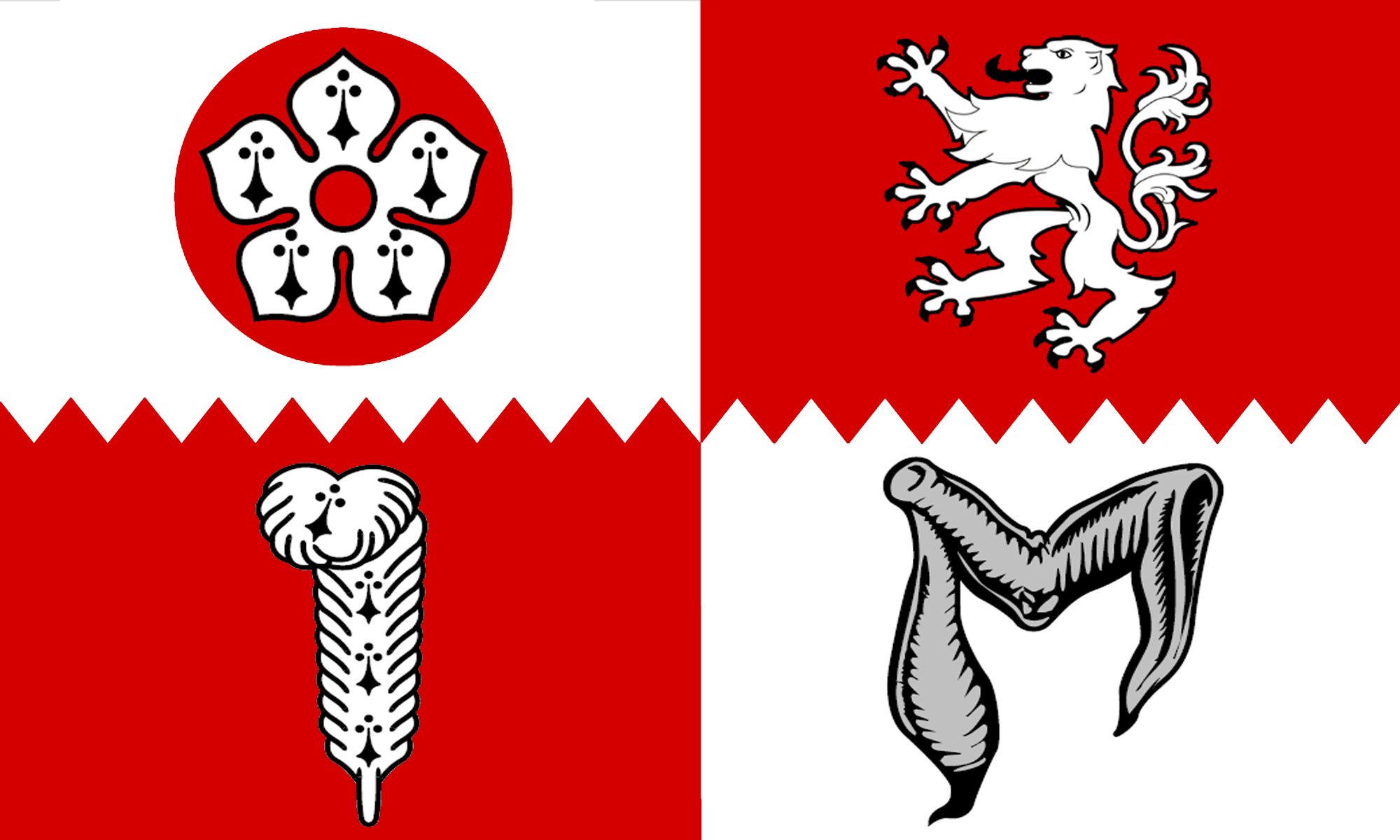
Drapelul comitatului Leicestershire
Drapelul comitatului Lincolnshire
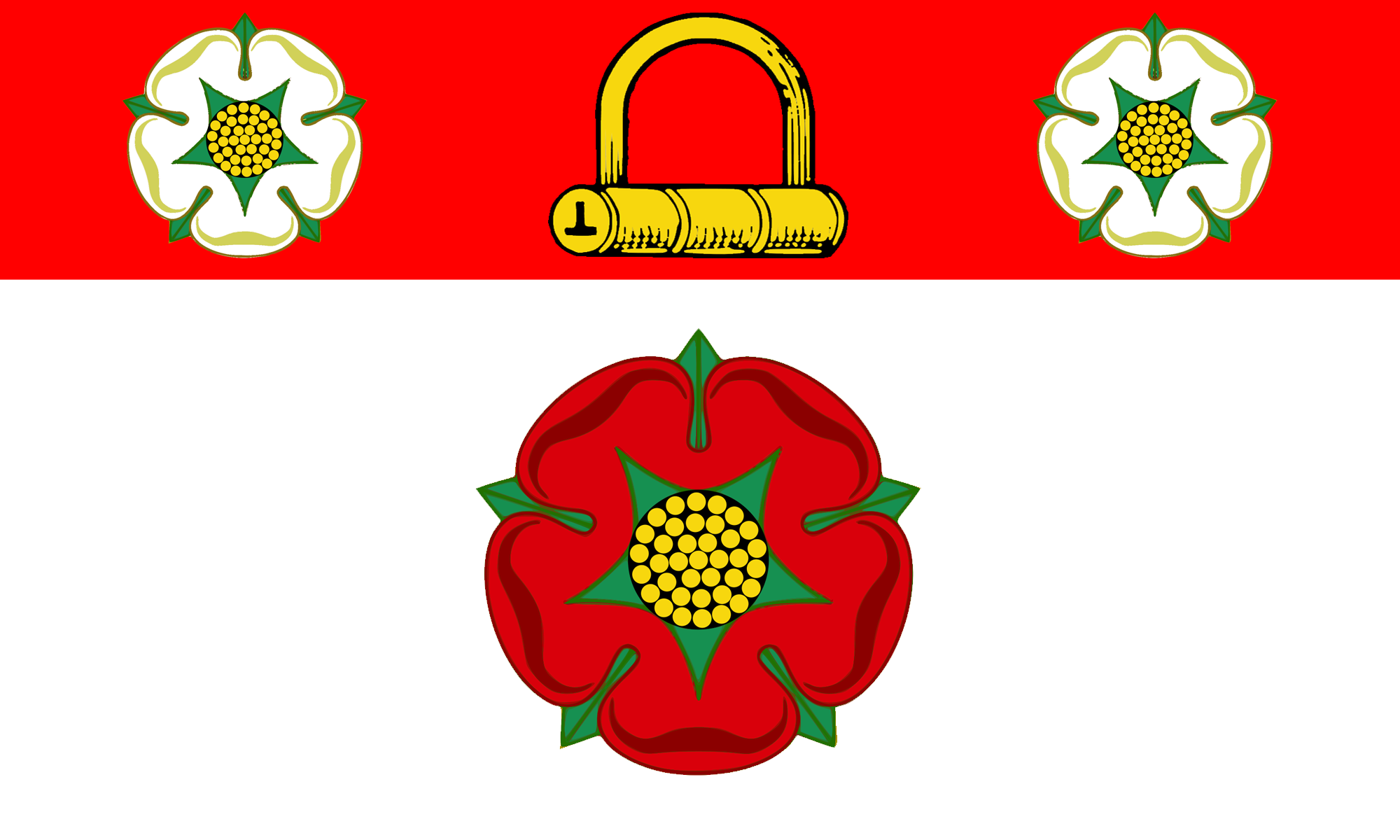
Drapelul comitatului Northamptonshire
Drapelul comitatului Northumberland
Drapelul comitatului Nottinghamshire
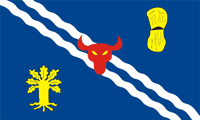
Drapelul comitatului Oxfordshire
Drapelul comitatului Somerset
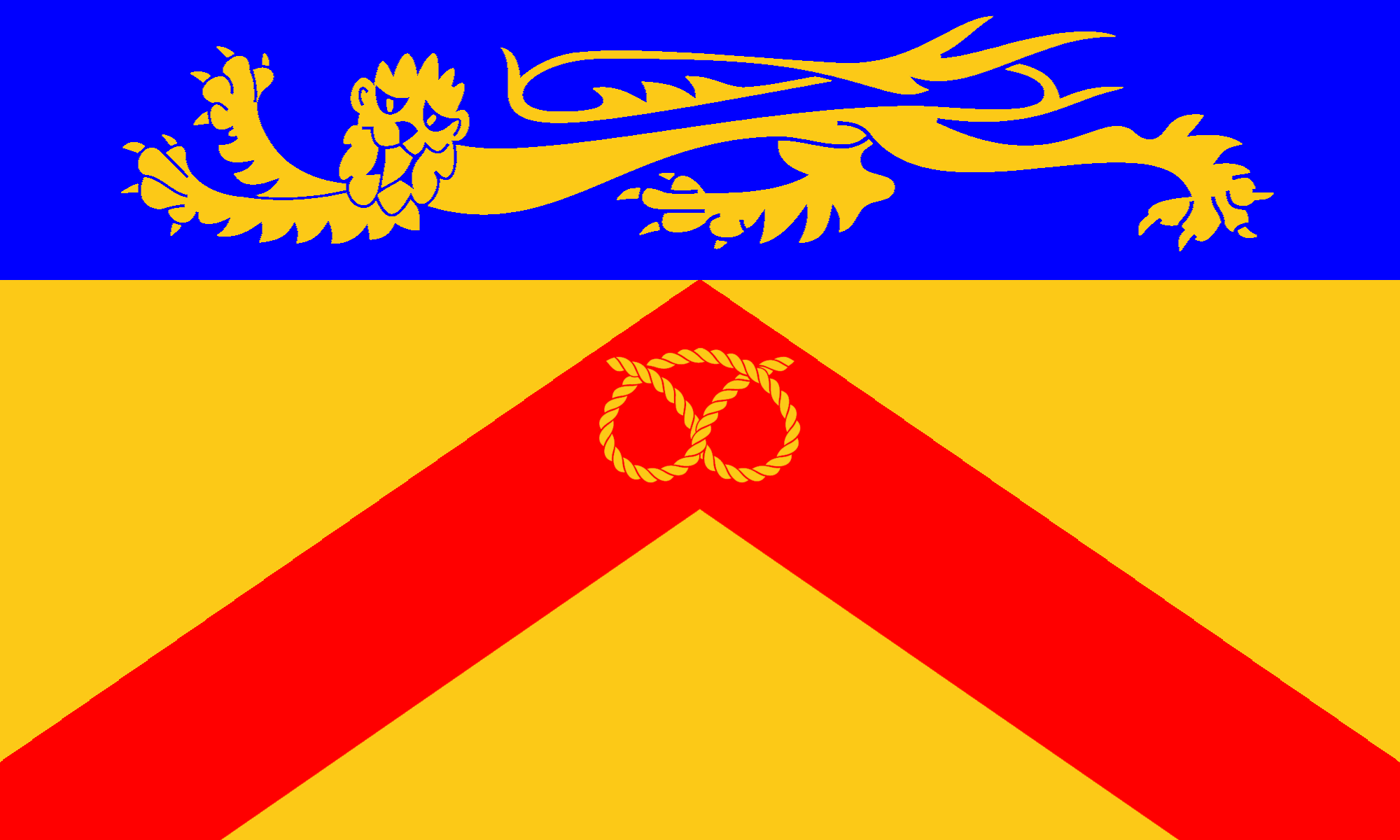
Drapelul comitatului Staffordshire
Drapelul comitatului Surrey
Drapelul zonei Sussex
Drapelul comitatului Warwickshire
Drapelul comitatului Wiltshire
Drapelul comitatului Worcestershire
Drapelul zonei Yorkshire